# 朴普煥
朴 普煥（パク・ポファン、朝鮮語: 박보환、1956年1月8日 - ）は、大韓民国の政治家。第18代韓国国会議員。

## 経歴
慶尚北道清道郡錦川面山間部の薪旨里出身。慶北高等学校、嶺南大学校政治外交学科卒。建国大学校行政大学院行政学修士課程修了（行政学修士）。ハンナラ党京畿道党事務処長・財政経済委員会首席専門委員、国会政策研究委員、ハンナラ党院内総務・代表委員補佐役・京畿道党事務処長、華城市テコンドー連合会副会長、華城障害者後援会顧問、第18代国会教育科学技術委員会委員、ハンナラ党院内副代表・予算決算特別委員会委員・国民共感委員会委員長、第13代国立公園管理公団（現・国立公園公団）理事長（2013年9月24日～2017年8月28日）、大韓ビリヤード連盟会長を務めた。